# Коло виру
«Коло виру» (рос. У о́мута) — пейзаж російського художника Ісаака Левітана (1860—1900), закінчений 1892 року. Зберігається у Державній Третьяковській галереї у Москві (інв. 1484). Розмір — 150 × 209 см (за іншими даними, 151,5 × 212 см). На передньому плані полотна зображено містки, що переходять у колоди греблі, праворуч від котрої знаходиться вир. По інший бік річки тягнеться вузька стежка, яка, огинаючи прибережні кущі, веде убік темного смеркового лісу.
Левітан почав роботу над картиною 1891 року в Тверській губернії, використовуючи за натуру краєвид біля річки Тьми на околицях села Берново. Взимку 1891/1892 року художник продовжив роботу над картиною у Москві, а в лютому 1892 року її було представлено на 20-тій виставці Товариства пересувних художніх виставок («передвижників»)  у Санкт-Петербурзі. Прямо з вистави полотно було придбано у автора Павлом Третьяковим, за узгодженням з яким Левітан пізніше доопрацював зображення водної поверхні, використовуючи етюди, написані ним влітку 1892-го у Владимирській губернії.
Картина «Коло виру» один із трьох найбільших за розміром витворів митця — поруч із полотнами «Над вічним спокоєм» (1894) й «Озеро» (1899–1900). Разом із двома іншими творами першої половини 1890-их років — «Над вічним спокоєм» та «Владимиркою» (1892) — картину «Коло виру» іноді об'єднують у так звану «похмуру» чи «драматичну» трилогію Левітана.
Мистецтвознавець Олексій Федоров-Давидов вважав твір «Коло виру» «першим досвідом на шляху створення національного образу у пейзажі» і називав його «одним із видатних полотен у передвижницькому пейзажному живописі», водночас зазначаючи, що ця картина «не є безперечним успіхом» Левітана. Мистецтвознавець Григорій Стернін писав, що розмір полотна та «дещо драматизована характеристика предметно-колірного середовища» свідчать про те, що однією з цілей автора було «створення епічного видовища, не позбавленого елементів казкової театралізації».

## Історія

### Попередні події та робота над картиною
Картину «Коло виру» було задумано і розпочато 1891 року, коли Ісаак Левітан жив у селі Затишшя Старицького повіту Тверської губернії (нині на території Старицького району Тверської області)). Його супроводжувала художниця Соф'я Кувшиннікова, а запросила їх провести літній час на Тверщині Ліка Мізінова, яку Левітан добре знав як близьку подругу Марії Павлівни, сестри Антона Павловича Чехова.

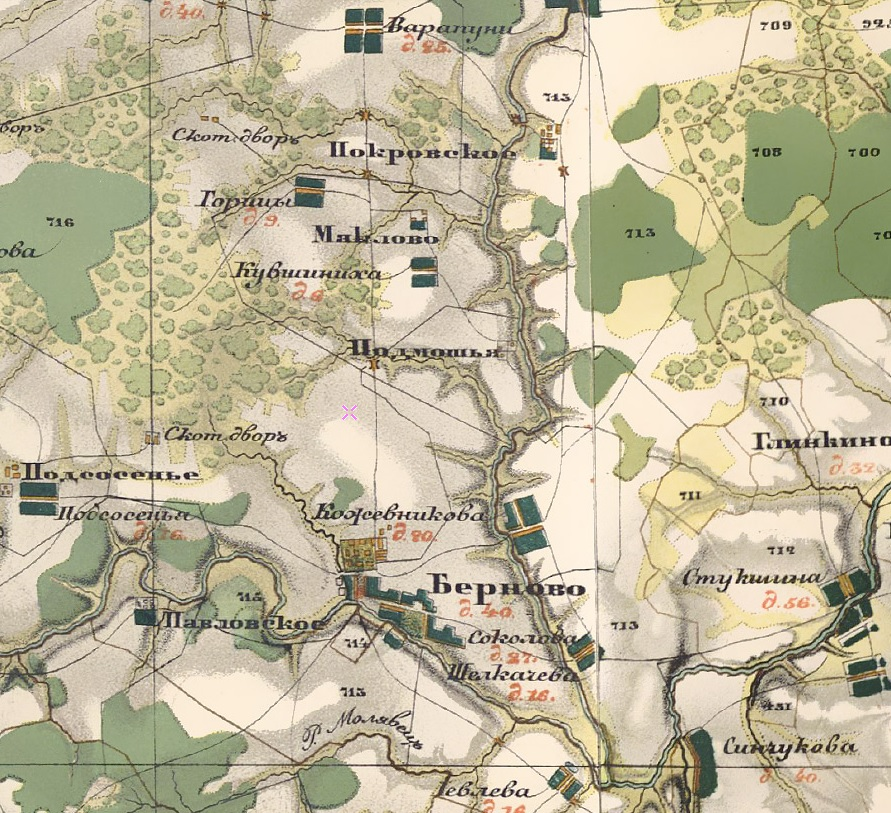
Околиці села Берново на топографічній карті 1853 року (Курово-Покровське позначено як Покровське; із заходу на схід через Берново протікає річка Тьма, з півночі на південь через Покровське тече річка Нашига)

Левітан і Кувшиннікова прибули до тих країв у травні. У листі до Антона Чехова від 29 травня 1891 митець писав: «Пишу тобі з того чарівного куточка землі, де усе, починаючи з повітря і кінчаючи, прости господи, останньою що не є кузькою на землі, пройнято нею, нею — божественною Лікою!». У тому листі Левітан повідомляв, що оселився поблизу садиби Миколи Павловича Панафідіна (дядька Ліки Мізінової), і писав, що вибрав місце не цілком вдало: «За першого мого приїзду сюди мені все здалося тут дуже милим, а тепер зовсім протилежне, ходжу і дивуюся, як могло мені все це сподобатися». У червні настрій у Левітана покращився, і він написав Чехову: «Зі зміною погоди стало тут цікавіше, з'явилися досить цікаві мотиви».
Неподалік від Затишшя, в селі Берново, біля річки Тьми був розташований маєток Анни Миколаївни Вульф, яка успадкувала його від свого батька, Миколи Івановича Вульфа, що помер 1889 року. Левітану сподобався краєвид виру коло старого розваленого млина, і він почав робити олівцевий зарис. Побачивши, що він малює, господиня маєтку розповіла йому переказ, який нібито надихнув Олександра Пушкіна на написання драми «Русалка».

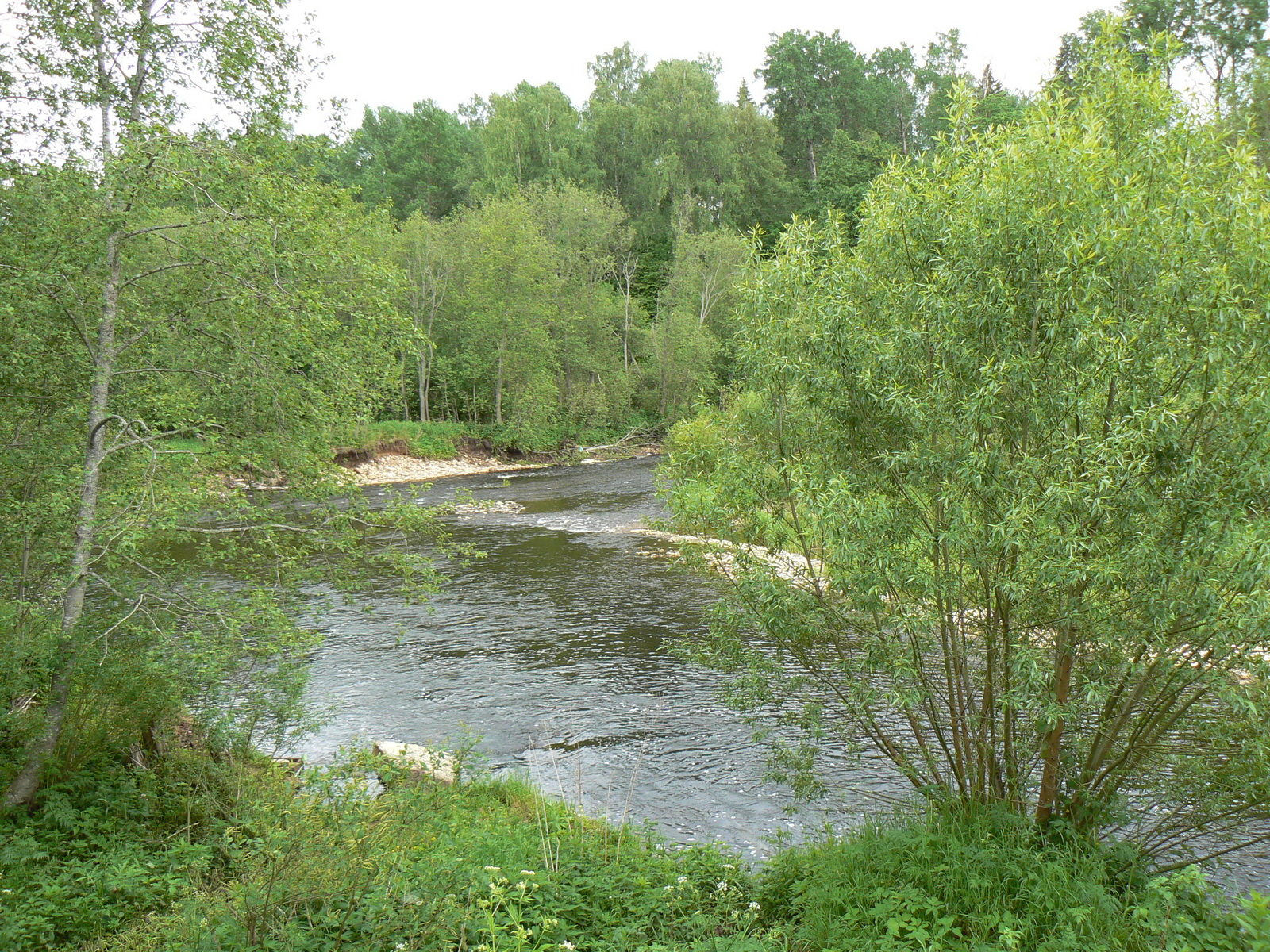
Левітан працював над картиною «Коло виру» на березі річки Тьми в селі Берново

Історія була пов'язана з часами, коли власником Бернова був дід Анни Миколаївни, Іван Іванович Вульф. Описи цього переказу у різних авторів дещо відрізняються один від одного. За одним джерелом, Іван Іванович, незважаючи на те, що був одружений і мав п'ятьох дітей, відбирав собі для розваг кріпосних дівчат. В одну з молодих селянок, яку перед цим нагледів пан, закохався його слуга-камердинер і побрався з нею. Коли Іван Іванович про це дізнався, він розгнівався і звелів віддати свого слугу в рекрути. Знаючи, що після цього ніщо не врятує її від панських домагань, дівчина втопилася у вирі. В іншому варіанті слуга був не камердинером, а конюхом, а дівчину звали Наталкою, і була донькою мірошника. Молоді люди покохали одне одного, і Наталка чекала на дитину. Коли поголос про це таємне кохання дійшов до пана, конюх був висічений мало не до смерті і потім відданий у солдати, а його кохана з горя втопилася.

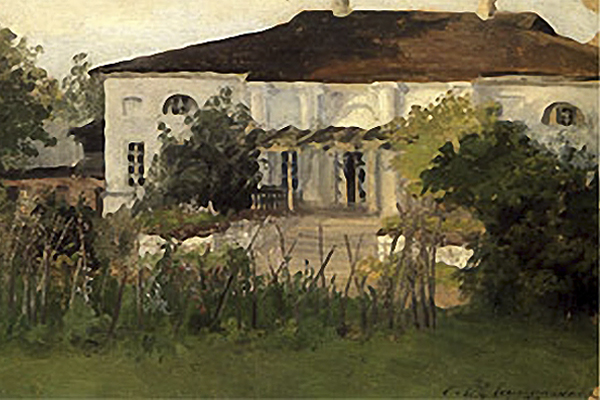
С. П. Кувшиннікова. Будинок у Курово-Покровському (1891, ТОКГ)

Левітана розповідь Анни Миколаївни Вульф дуже схвилювала. З почуттям тривоги він ходив попри греблю, повернувся туди й наступного дня. Поступово він прийшов до думки про те, щоб написати картину. Соф'я Кувшиннікова згадувала: «Зробивши маленький нарис, Левітан вирішив писати великий етюд з натури, і цілий тиждень вранці ми сідали в візок — Левітан на козли, я на заднє сидіння — і везли етюд, як ікону, на млин, а потім назад. Потім із моїм від'їздом до Москви Панафідіни запропонували Левітану перебратися до них, у Покровське, і тут у відведеній йому під майстерню великій залі він написав свою картину».
Справді, після того, як у серпні Кувшиннікова поїхала до Москви, Левітан перебрався в Курово-Покровське — до маєтку, власниками якого були Микола Павлович Панафідін та її дружина Серафима Олександрівна. Головний будинок маєтку зображено на етюді Соф'ї Кувшиннікової «Будинок у Курово-Покровському» (1891), що зберігається у Тверській обласній картинній галереї. Зля роботи господарі надали Левітану простору їдальню з п'ятьма вікнами. Кувшиннікова так описувала перебування митця в маєтку Панафідіних: «За Левітаном доглядав і дбав увесь будинок, куди з'їжджалося понад двадцять чоловік рідні. Усі мали свій час відповідно до занять Левітана». На подяку за гостинність тієї ж осені Левітан написав портрет Миколи Панафідіна (нині в Тверській обласній картинній галереї), на котрому зобразив господаря будинку, що сидить у кріслі. Дослідники творчості Левітана вважають, що у маєтку Панафідіних митець писав один із етюдів до картини «Коло виру», а основне полотно створювалося ним взимку 1891/1892 року в Москві.

### 20-та пересувна вистава та подальші події
На початку 1892 року картину «Коло виру» було закінчено. Її експонували на 20-тій виставці Товариства пересувних художніх виставок («передвижників»), що відкрилася 23 лютого 1892 року у Санкт-Петербурзі, а у квітні того ж року переїхала до Москви. Петербурзька частина вистави проходила у будівлі Імператорської Санкт-Петербурзької академії наук, а московська — у приміщенні Московського училища живопису, різьбярства і зодчества. На виставі було представлено й інші твори Левітана — «Жовтень» (1891, нині у Самарському обласному художньому музеї), а також «Осінь» і «Літо» (місцезнаходження невідоме). Проте «головною та найзначущою» з експонованих Левітаном на цій виставці робіт була картина «Коло виру». Полотно одразу ж привернуло до себе увагу. Митець-пейзажист Олександр Кисельов у листі до живописця Григорія Ярцева повідомляв, що «Левітан просто диво яким є сильний у новій картині „Вир“». З іншого боку, Ілля Рєпін писав Павлу Третьякову, що «Левітанова велика річ» йому не сподобалася — «для свого розміру зовсім не зроблена», «загальне непогано і тільки».
У московській та петербурзькій пресі з'явилася низка публікацій, де обговорювалася картина «Коло виру». Загалом відгуків було значно менше, ніж з приводу «Тихої обителі», що експонувалася роком раніше (на 19-тій пересувній виставці), і загальний тон коментарів був стриманішим, причому серед них зустрічалися й зовсім несхвальні. Безіменний автор статті «Виставка картин передвижників», опублікованій у «Петербурзькій газеті» (№ 53 від 24 лютого 1892 року), обговорюючи «дуже сильну річ» пензля Ісаака Левітана «Коло виру», писав, що полотно, що зображує взятий прямо з натури «розорений млин у лісистій місцевості», «на відомій відстані <…> позитивно захоплює глядача своєю правдивістю». У часопису «Московські відомості» (№ 105 від 17 квітня 1892 року) історик і публіцист Володимир Ґрінґмут зазначав, що в технічному відношенні картина «Коло виру» виглядає дещо кращою за інші представлені на виставці твори Левітана, оскільки «колода і вода дуже натуральні, але зелень на задньому плані не написана, а понамальована». У статті, надрукованій у часопису «Новини дня» (№ 3187 від 8 травня 1892 року), письменник і критик Микола Александров писав, що картина «Коло виру» є «чисто професорським витвором» — на його думку, «вона широко, вільно написана; вона сповнена гармонії в тонах; але вона не чіпає глядача; вона, наче етюд, дає лише натяк на мотив, але не діє на нашу душу захоплююче чарівно, як діє сама природа і як обов'язково має діяти художня творчість».

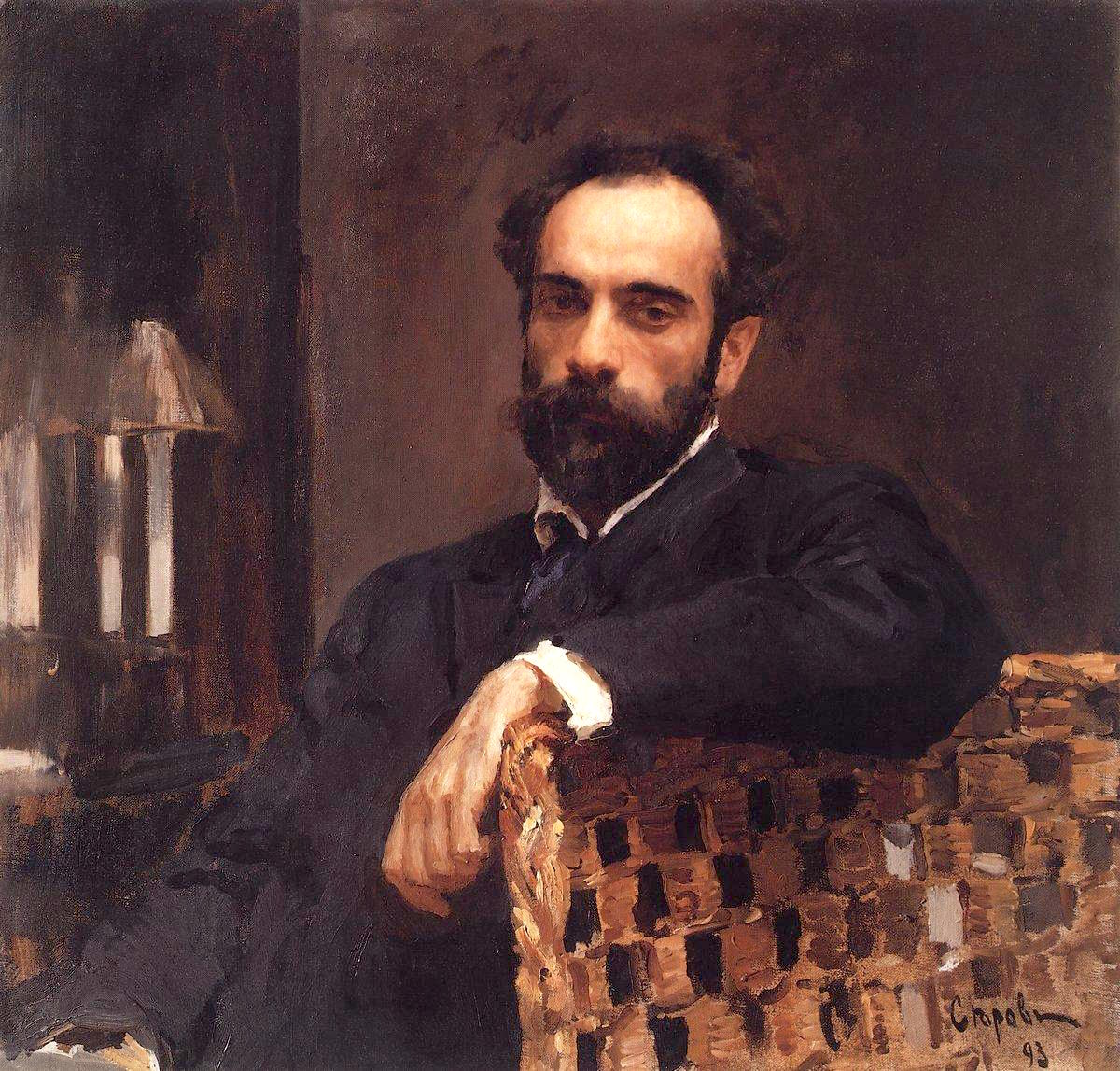
В. О. Сєров. Портрет І. І. Левітана (1893, ДТГ)

Того ж 1892 року, прямо з вистави, картину придбано в автора Павлом Третьяковим за три тисячі рублів. Незабаром після цього Павло Михайлович попросив митця попрацювати над зображенням води на передньому плані — можливо, однією з причин послужив не зовсім схвальний відгук Рєпіна. У листі до Третьякова від 13 травня 1892 року Левітан повідомляв: «Не подумайте, що я забув Ваше прохання і мою власну свідомість виправити воду в моєму „Коло нурта“. Я не наважувався переписувати його доти, доки не перевірю цей мотив з натурою. Тепер напишу кілька мотивів води і наприкінці травня приїду до Москви і почну переробляти картину».
Мистецтвознавець Олексій Федоров-Давидов висловлював припущення, що саме при цій переробці картини Левітан датував її 1892 роком, оскільки варіант, представлений у лютому на пересувній виставці, швидше за все, був готовий ще наприкінці 1891 року. Ба більше, наявність етюдів із зображенням води, використаних Левітаном при доопрацюванні полотна, викликало суперечки про те, де ж насправді знаходиться місце, змальоване на картині.
Письменник та мистецтвознавець Володимир Притков, автор життєпису митця, повідомляв, що ці пізніші етюди були написані Левітаном влітку 1892 року у Владимирській губернії, коли він жив у маєтку Городок, розташованому неподалік станції Болдіно Московсько-Нижегородської залізниці. За свідченням краєзнавця Миколи Соловйова, Левітан писав ці етюди коло річки Липні (очевидно, мається на увазі Велика Липня), на околицях села Аббакумово (нині в межах міста Костерьово). Ґрунтуючись на цих подробицях, Притков дійшов висновку, що, як і раннє полотно Левітана «Тиха обитель», картину «Коло виру» можна розглядати як «синтетичний пейзаж», що містить у собі поєднання вражень митця різних місць. Олексій Федоров-Давидов не погодився з цим висновком, вважаючи, що ці етюди, зроблені в іншому місці, були використані Левітаном лише для доопрацювання зображення води, що «не змінювало характер образу краєвиду, який є не що інше, як у певному розумінні тлумачена митцем, але все ж таки натура».

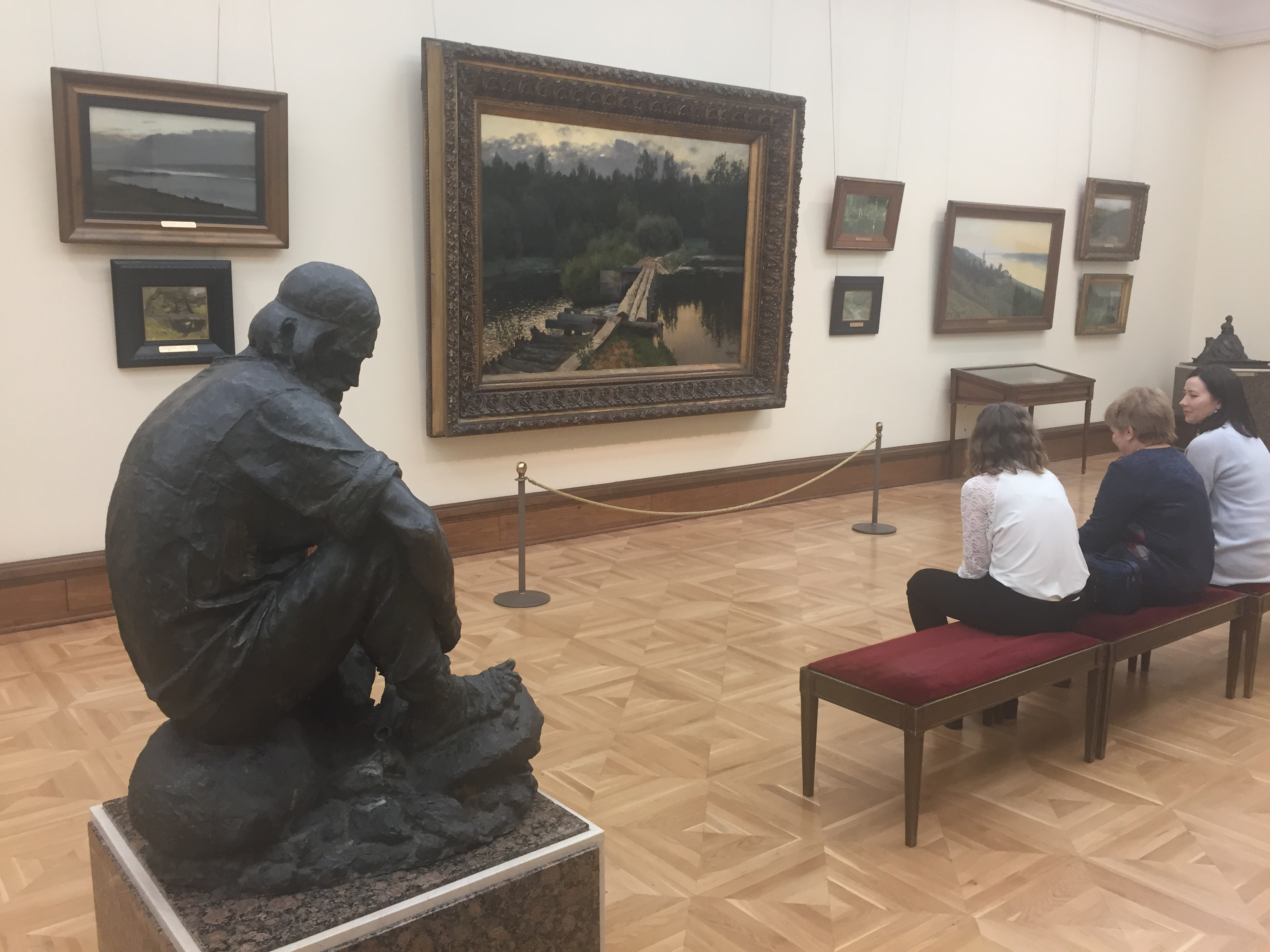
Картина «Коло виру» в Левітанівській залі ДТГ

Наприкінці серпня 1892 року 20-та пересувна виставка продовжила свою подорож іншими містами Російської імперії, яка завершилася наприкінці лютого 1893 року. За цей час вистава побувала у Харкові (у серпні — вересні), Полтаві (у жовтні), Єлисаветграді (у листопаді; сучасний Кропивницький), Одесі (у листопаді — грудні), Кишиневі (у грудні — січні) та Києві (у січні — лютому). Рецензенти ряду видань, що виходили в цих містах, розкритикували картину «Коло виру». Автор статті в одеському часописі «Новоросійський телеграф» (№ 5636 від 6 грудня 1892 року) писав: «Ріже очі трьома колодами загатки картина пана Левітана „Коло виру“; так б'ють у вічі ці колоди, що, крім них, ви вже нічого не бачите». Рецензент київської газети «Киянин» (№ 48 від 17 лютого 1893 року), котрий писав під псевдонімом «Дилетант», визнавав, що «сам вир зображений дуже правдиво», але при цьому зазначав, що «переслідування за «враженням» і тут послужило митцю погану службу, змусивши його намалювати на задньому плані неприродно похмуру і грубу хащу, а вгорі такі ж хмари для посилення того ж похмурого колориту».
Згодом картина «КОло виру» експонувалася на низці виставок, зокрема на персональних виставах Левітана, що відбулися 1938 року в Державній Третьяковській галереї і 1939 року в Державному Російському музеї в Ленінграді, а також на ювілейній, присвяченій 100-річчю від дня народження митця виставці, що проходила в 1960–1961 роках у Москві, Ленінграді та Києві (картина брала участь тільки в московській та ленінградській частинах експозиції). У 1971–1972 роках картина брала участь у приуроченій до сторіччя ТПХВ виставці «Пейзажний живопис передвижників», що проходила в Києві, Ленінграді, Мінську та Москві (експонувалася лише в Москві). Вона також входила до експонатів ювілейних виставок до 150-річчя від дня народження Левітана, що проходили в корпусі Бенуа Державного Російського музею (з квітня по липень 2010 року) і в Новій Третьяковці на Кримському Валу (з жовтня 2010 року по березень 2011 року).
Під час ювілейної вистави Левітана, що проходила у 2010–2011 роках у Москві, було проведено соціологічне опитування відвідувачів експозиції. Згідно з результатами цього опитування, картина «Коло виру» опинилася на першому місці серед творів митця, що найбільше сподобалися глядачам, випередивши полотна «Над вічним спокоєм» (1894, ГТГ) і «Березень» (1895, ДТГ), що розташувалися на другому і третьому місцях відповідно.

## Опис

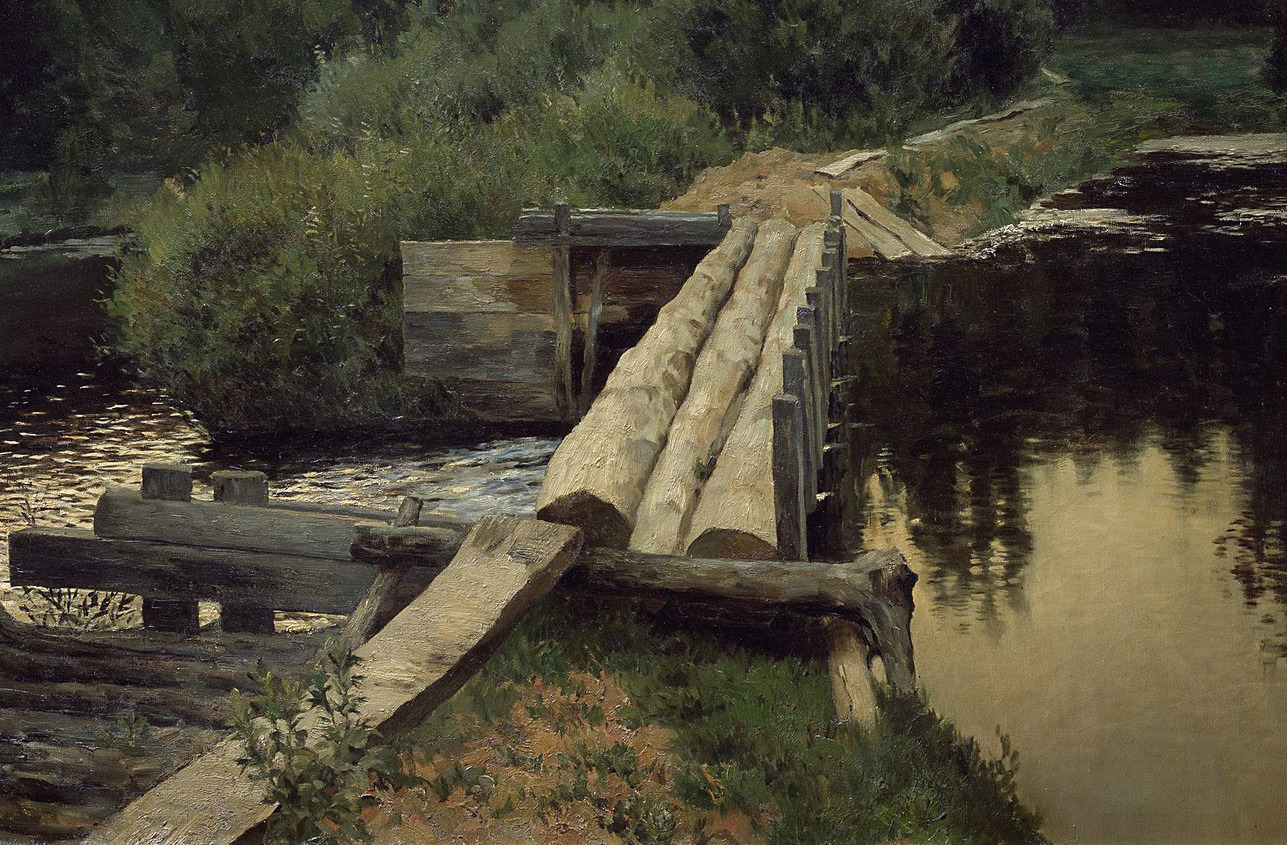
Загата і місток (частина картини)

На передньому плані картини зображено містки, що переходять у колоди греблі, праворуч від якої знаходиться вир. За греблею, по інший бік річки, триває вузька стежка, яка, огинаючи прибережні кущі, веде убік темного лісу. Безперервна смуга, складена з містків, греблі і стежки, що триває за нею, є стрижнем композиції і підкреслює глибину пейзажу, як би запрошуючи погляд глядача пройти за собою і проникнути в хащі смеркового лісу. За словами літературознавця Григорія Бялого, «здається, що старі містки, слизькі, гнилі, ненадійні та небезпечні, заманюють у сиру таємничу глибину лісу».
Незважаючи на те, що річка неширока, «подолання» цього простору виявляється непростим завданням. Сутінкове освітлення і нависла над «згубним місцем» тиша викликають почуття тривоги і незатишності, відчуття «драматичної невирішеності» і навіть почуття небезпеки, що з'являється разом з бажанням кинутися в цей «простір, що загрожує загибеллю». Настрій картини «немов навіяно сільськими оповіданнями про лісунів і водяників, вир — згубне місце, якого треба остерігатися». За словами Олексія Федорова-Давидова, «усе тривожно і напружено в цьому краєвиді: і темніша зелень дерев та кущів, і жовта у світлі заходу сонця вода, по-різному, але однаково драматична й у стоячому дзеркалі праворуч, й у тривожних брижах ліворуч».
Значну роль у досягненні емоційної виразності полотна відіграє його колорит. При написанні картини Левітан майстерно вирішив важке завдання «колористичного об'єднання в одне ціле глухих зелених квітів дерев, сіро-фіолетових хмар і жовтих тонів неба, відсвітку у воді, дощок і колод греблі». Митцю вдалося зв'язати колір колод на передньому плані з барвами хмар, при цьому колір дощок греблі виявився перехідним між барвою неба та його відображенням у воді.
Техніка олійного живопису, використана Левітаном при написанні картини, відрізняється великою складністю та різноманітністю. Масивні вписи неба, кущів, колод і відблисків водяної брижі знаходяться в контрасті з витонченим письмом інших ділянок полотна. Місцями просвічує структура полотна, де-не-де видно легкі прописи по його горбкам.

## Ескізи та етюди
У Державній Третьяковській галереї знаходиться однойменний малюнок-ескіз картини «Коло виру» (папір або картон сірий, графітний олівець, 32 × 48 см, інв. 2651). Інший однойменний ескіз знаходиться у приватних зборах (папір, акварель, туш, сепія, 16 × 27 см).
Крім цього, у Державній Третьяковській галереї є однойменний етюд для картини «Коло виру» (картон, олія, 25,3 × 33 см, інв. Ж-1062). До 1910 року він перебував у збірці митця та колекціонера М. В. Челіщева, а потім — у московського колекціонера Г. М. Голковського, який передав його як дар Третьяковській галереї 1985 року.
Ще один однойменний етюд знаходиться у приватних збірках (полотно, олія, 59 × 90 см). Мабуть, це той самий етюд, котрий перебував у збірках Є. В. Ляпунової та експонувався на виставі 1960—1961 років, присвяченій 100-річчю митця. 
|  |  |  |  |

## Відгуки та критика
Митець Михайло Нестеров у січні 1892 так описував «велику, з рамою аршина чотири» картину «Вир» (рос. Омут): «Враження величезне. Тривожне почуття охоплює цілком і тримає глядача у напруженому збудженні весь час. З часів Куїнджі у пейзажі не з'являлося нічого подібного». Згодом у своїй книзі «Давні дні» Нестеров згадував, що він любив «Вир» Левітана «як щось пережите автором і втілене в реальні форми драматичного ландшафту».

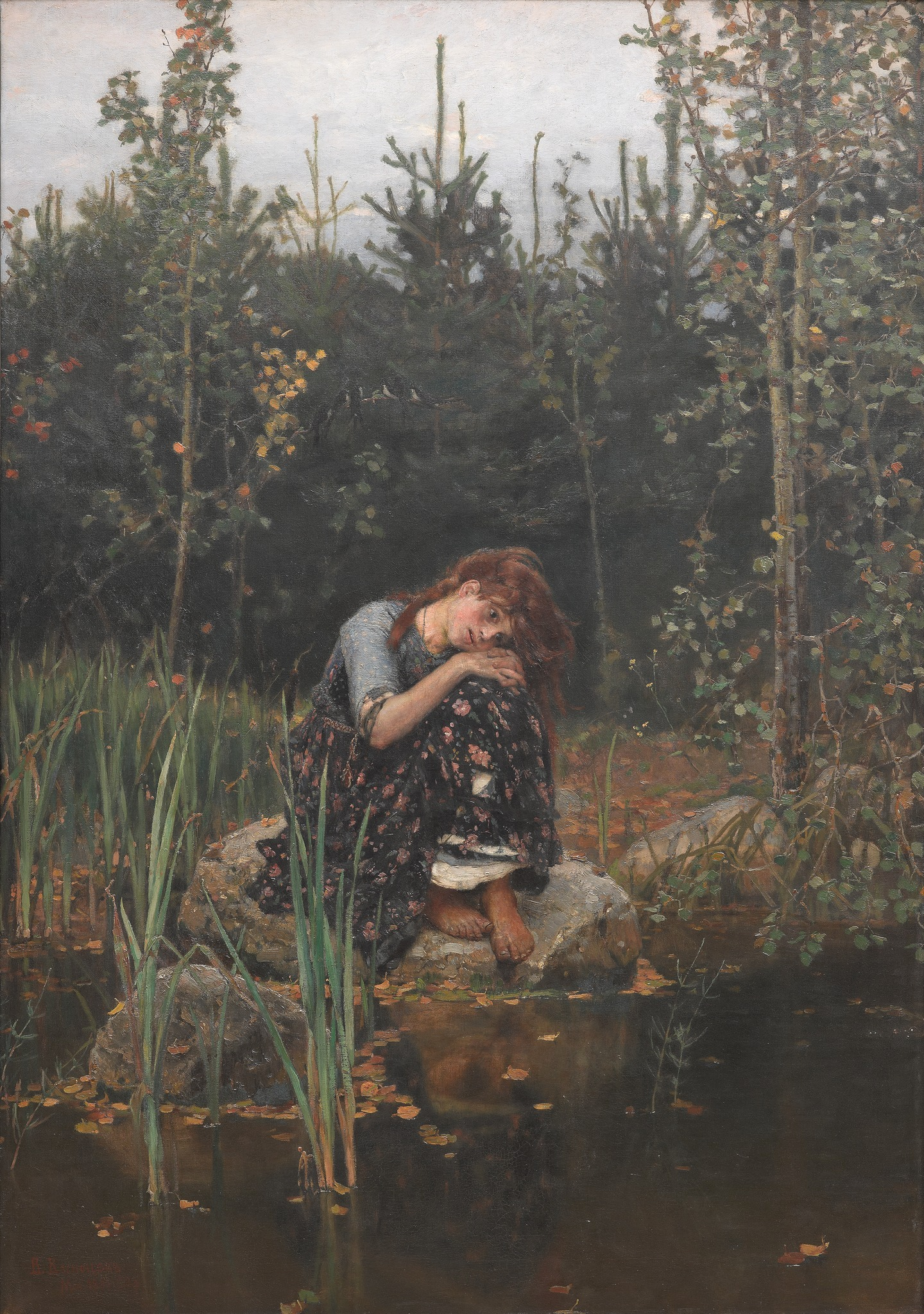
М. Васнєцов. Альонушка (1881, ДТГ)

Мистецтвознавець Олексій Федоров-Давидов вважав полотно «Коло виру» «першим досвідом на шляху створення національного образу у пейзажі», в якому митець прагнув написати образ природи, пов'язаний з емоційним змістом народних казок та переказів, на кшталт картин Віктора Васнєцова. Далі Федоров-Давидов писав: «Картина „Коло виру“ є об'єктивно значним та змістовним твором. Це, безсумнівно, одне з визначних полотен у передвижницькому краєвидному живописі. Цікавим і значним воно є і для шукань самого Левітана». При цьому він зазначав, що ця картина «не є безперечним успіхом» і не може бути віднесена до кращих робіт Левітана, оскільки в ній «немає тієї органічності, того „єдиного дихання“, тієї безпосередньої поетичності її повного злиття з наймальовничішим тілом картини», які притаманні найкращим полотнам митця.

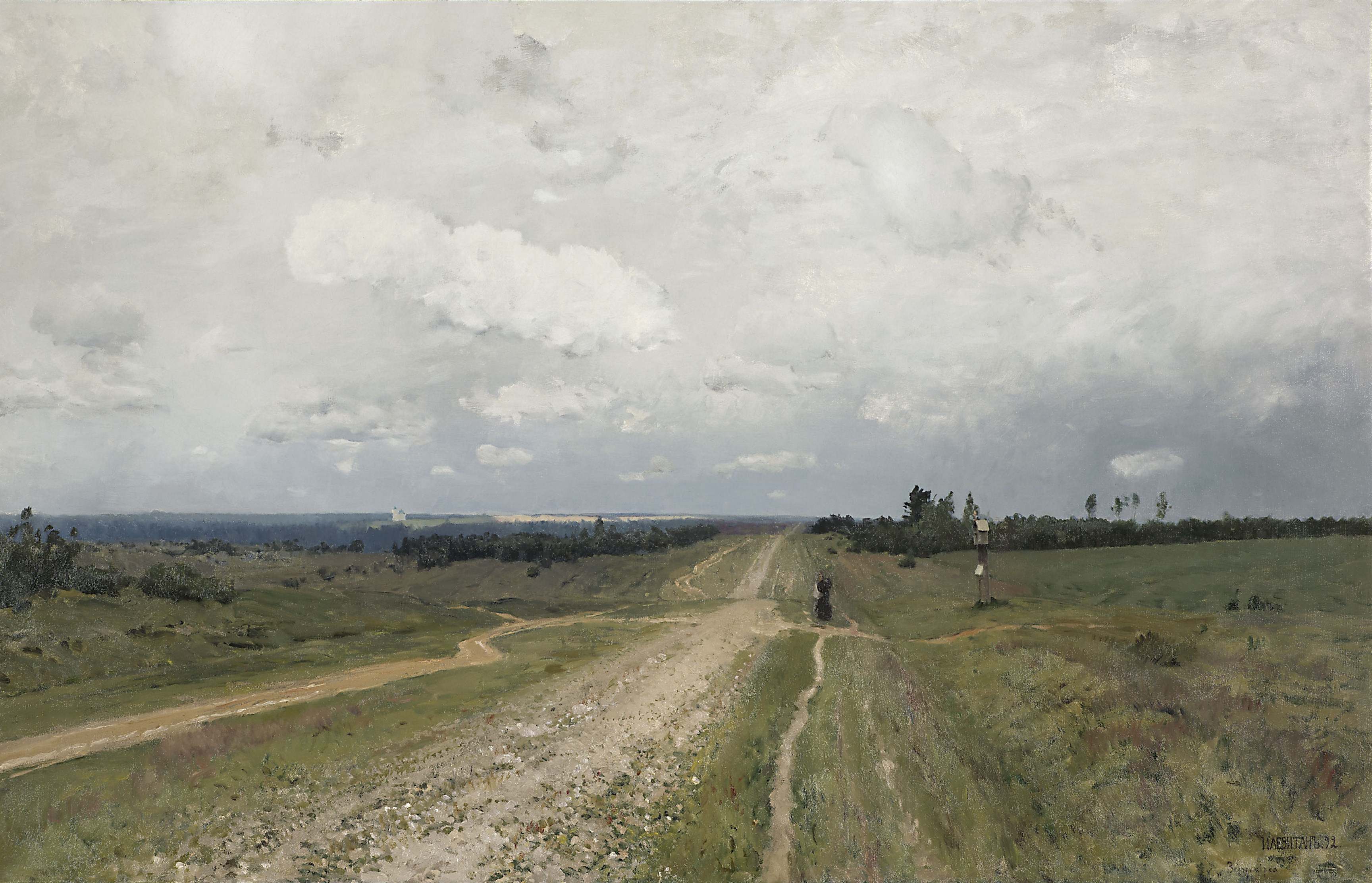
І. І. Левітан. Владимирка (1892, ДТГ)

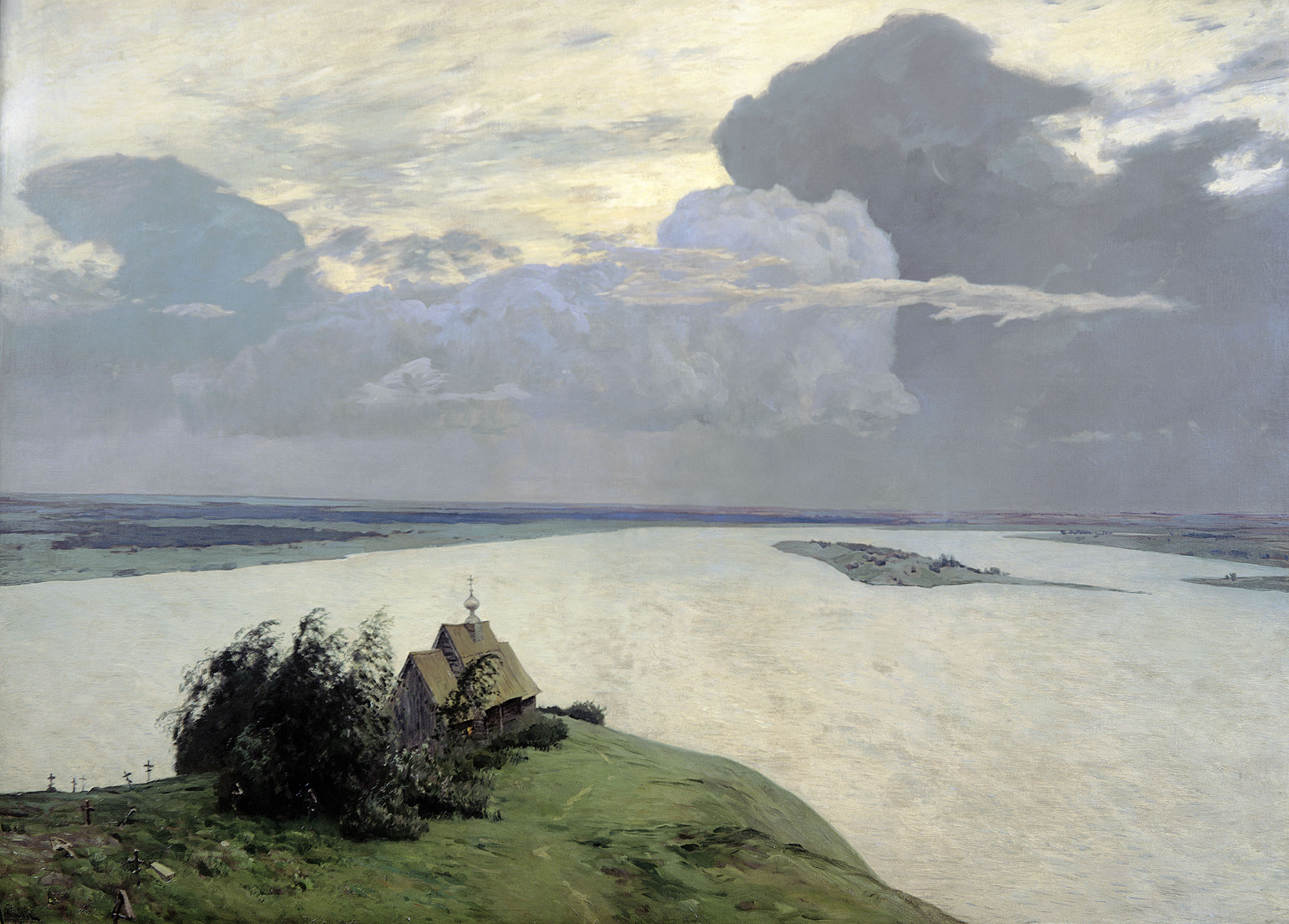
І. І. Левітан. Над вічним спокоєм (1894, ДТГ)

Мистецтвознавка Фаїна Мальцева зазначала, що у таких левітанівських краєвидах, як «Коло виру», «Владимирка» і «Над вічним спокоєм», відбивалися «гнітучі обставини життя» і звучала «похмура повість про російську дійсність». Обговорюючи картину «Коло виру», Мальцева писала, що це пейзаж написаний Левітаном «з винятковою майстерністю узагальнення», оскільки у ньому враження, викликані мотивом природи, тісно переплітаються із враженнями життя. За словами Мальцевої, «глибина та значимість взятої митцем теми знайшли у краєвиді своє повне вираження».
У книзі «Пленер у російському живопису ХІХ століття» мистецтвознавець Ольга Лясковська писала, що у композиції картини «Коло виру» дуже велику роль грають колоди греблі, спрямовані прямо на глядача і що залучають його углиб краєвиду. Визнаючи, що «картина гарна своїм похмурим настроєм», Лясковська проте відзначала, що, на її думку, полотно «Коло виру» не можна віднести до «найкращих творів художника», зокрема, через одноманітність колірної гами з переважанням золотистих відтінків.
На думку мистецтвознавця Михайла Алпатова, виняткова своєрідність картини «Коло виру» досягається за рахунок «з'єднання тужливої невизначеності краєвиду з рухом, що стрімко втягує», спрямованим уздовж колод напівзруйнованої загати. За словами Алпатова, в самій побудові цього пейзажу «є щось гнітюче, що владно кличе до виру, що підстерігає, що губить слабку людину», при цьому левітанівське полотно справляє не менш сильне враження, ніж картина Віктора Васнєцова «Альонушка» (1881, ДТГ), у котрій подібний настрій було виражено у постаті дівчини.

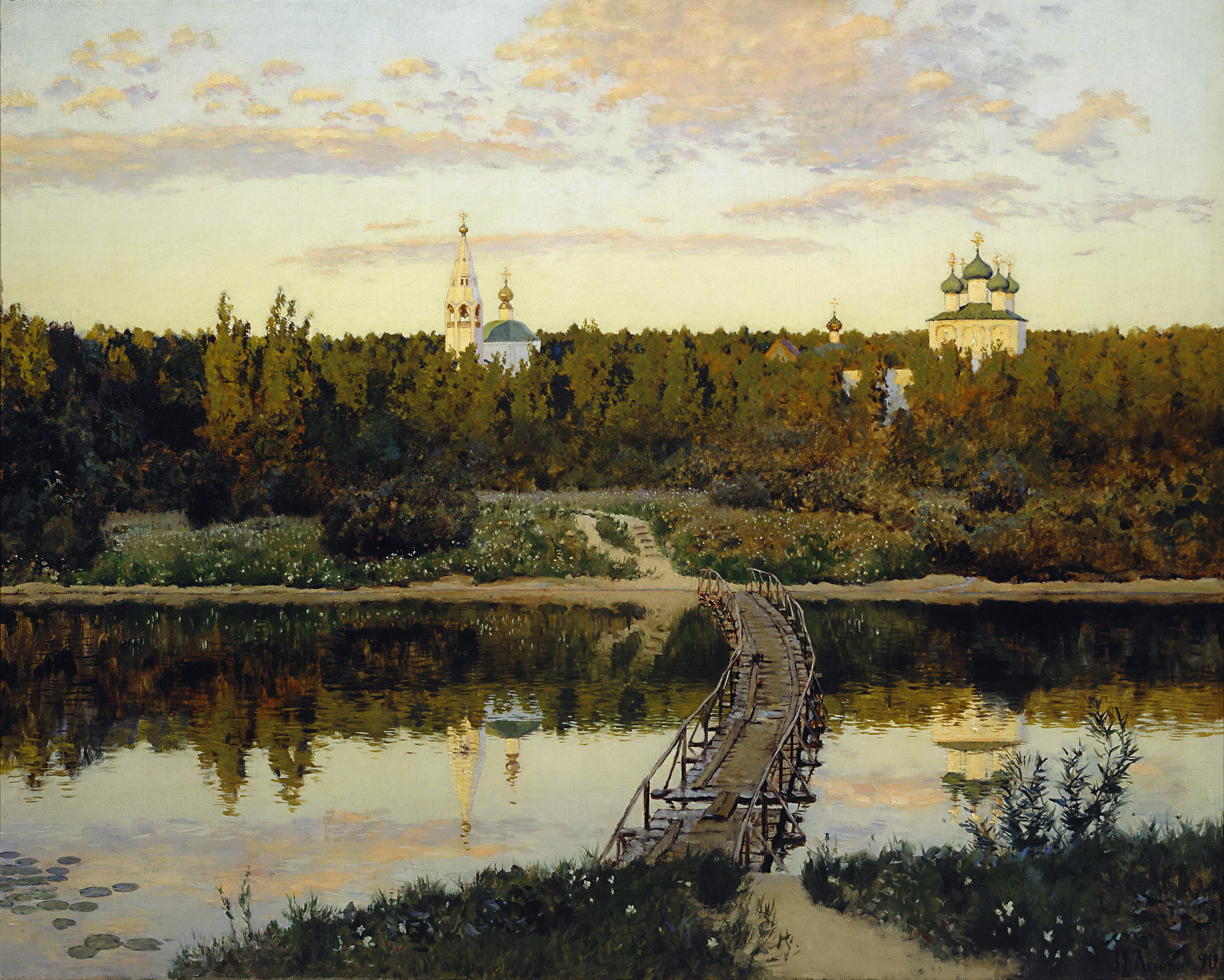
І. І. Левітан. Тиха обитель (1890, ДТГ)

За словами мистецтвознавця Володимира Петрова, картина «Коло виру» стала «першою серед масштабних робіт, у яких Левітан став як глибокий „драматург“ російського пейзажа». У цьому він погоджувався з Нестеровим у тому, що загальна тональність картини є відбитком драматизму внутрішнього життя митця. Петров писав, що у своїй композиції і «силовими лініями» картина «Коло виру» дуже близька до написаної 1890 року картині «Тиха обитель»: у обох випадках погляд глядача переходить містком через річку, за якою видно стежку, що йде в ліс. Однак при цьому безумовно різні переживання, що викликаються цими картинами, — на відміну від спокійного умиротворення «Тихої обителі», полотно «Коло виру» навіває почуття тривоги та небезпеки, тому ці дві картини можна розглядати як «своєрідну антиномічну пару».
Мистецтвознавець Григорій Стернін писав, що левітанівська картина «Коло виру» мало чим поступається його ж «Владимирці» у смисловій ємності поетичного образу, хоча при цьому не піддається так само прямолінійному ідейному тлумаченню. За словами Стерніна, головне у тому, що у полотні «Коло виру» «взятий пейзажний мотив сам по собі має підкреслену знаковість», оскільки у ньому «більше від органічного буття і, головне, від вічних таємниць самої природи». Стернін зазначав, що у картині «Коло виру» Левітан «схиляється до монументально-декламаційної інтонації», а розмір полотна та «дещо драматизована характеристика предметно-колірного середовища» свідчать про те, що однією з цілей автора було «створення епічного видовища, не позбавленого первня казкової театралізації».